# Еберхард III (граф на Вюртемберг)
Еберхард III (на немски: Eberhard III, „der Milde“; * сл. 1362, вер. в Щутгарт, Вюртемберг; † 16 май 1417, Гьопинген) от Дом Вюртемберг, е граф на Вюртемберг от 1392 до 1417 г. и граф на Монбеляр (1397 – 1409).

## Живот
Той е единственият син на граф Улрих фон Вюртемберг (1340 – 1388) и на Елизабета Баварска (1329 – 1402) от род Вителсбахи, дъщеря на император Лудвиг Баварски и Маргарета I Холандска.
Еберхард III се жени на 27 октомври 1380 г. в Урах за Антония Висконти (* 1360; † 26 март 1405), дъщеря на Бернабо Висконти († 1385), от 1354 г. владетел на Милано, и Беатриче Реджина дела Скала († 1384). Нейната зестра са 70 000 гулдена и земи. С нея той има няколко деца, от които оживява само по-късният граф Еберхард IV.
След смъртта на Антония, Еберхард се жени през 1406 г. за Елизабет от Хоенцолерн-Нюрнберг (* между 29 септември 1391/1 май 1392; † 29 април 1429), дъщеря на бургграф Йохан III от Нюрнберг и Маргарета Бохемска, дъщеря на император Карл IV (договор на 27 март 1406, заедно 1412 г.).
На 15 март 1392 г. Еберхард III е наследник на дядо си граф Еберхард II. Той води мирна съюзническа политика със съседните имперски градове. Еберхард получава графството Монбеляр, след годежа на сина му, по-късният граф Еберхард IV Младия за Хенриета фон Мьомпелгард. Хенриета е най-възрастната дъщеря и наследничка на граф Хайнрих дьо Монбеляр († 1396 в Битката при Никопол). Еберхард III управлява графството Монбеляр до 1409 г. и го дава тогава на син си Еберхард IV.

## Деца
От първия му брак с Антония Висконти (1360 – 1405) той има три деца:
- Еберхард IV (1388 – 1419), граф на Вюртемберг, сгоден на 13 ноември 1397 г., женен през 1407 г. за графиня Хенриета фон Мьомпелгард († 1444)
- Улрих († млад)
- Лудвиг († млад)
- дъщеря

От втория му брак с Елизабет от Хоенцолерн-Нюрнберг (1391 – 1429) той има една дъщеря:
- Елизабет фон Вюртемберг (1412 – 1476), омъжена пр. 2 август 1428 г. за граф Йохан III фон Верденберг-Зарганс († 1465) от род Верденберги

Той има извънбрачен син:
- Улрих Виртемберг фон Щутгарт, fl 1421, провост на „Св. Мартин“ в Зинделфинген, господар на манастир в Щутгарт (1421).